# Spawn (1997)
Spawn é um filme estadunidense de 1997, dos gêneros ficção científica, ação e fantasia, dirigido por Mark A.Z. Dippé, com roteiro de Alan B. McElroy e do próprio Dippé baseado nos personagens dos gibis Spawn, de Todd McFarlane.

## Elenco
- Michael Jai White .... Al Simmons / Spawn
- John Leguizamo .... Violador
- Martin Sheen .... Jason Wynn
- Theresa Randle .... Wanda Blake
- Nicol Williamson .... Cogliostro
- D.B. Sweeney .... Terry Fitzgerald
- Mindy Clarke .... Jessica Priest
- Miko Hughes .... Zack
- Syndni Beaudoin .... Cyan
- Michael Papajohn .... Glen
- Frank Welker .... Malebólgia - voz
- Robia La Morte .... Repórter da CNN
- Todd McFarlane .... Bum